# 銀ぶら
- 銀ぶら
- 銀ブラ

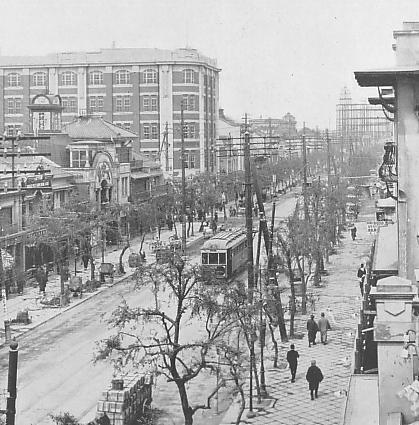
1920年頃の銀座

銀ぶら（ぎんぶら）は、大正時代からの俗語で、「銀座の街をぶらぶら散歩すること」である。「銀ブラ」とも表記する。

## 発生
近代に入ってから、銀座が商業都市として著しく発展したことを背景に、この風俗・言葉は発生した。1918年の服部嘉香・植原路郎編『新らしい言葉の字引』（実業之日本社）には「銀ブラ 銀座の街をぶらつく事」と記されている。1919年出版の時代研究会編『現代新語辞典』（耕文堂）には「銀ぶら 銀座の街を、ぶらぶら散歩すること」、同じく1919年の上田景二編『模範新語通語大辞典』には「【ギンブラ】 銀ぶら。銀座界隈をブラつくこと」とあり、同年の下中芳岳の『や、此は便利だ 再改版』にも「銀ぶら 夜の銀座をぶらつくこと」とある。
1924年の水島爾保布『新東京繁昌記』（日本評論社）では、この言葉を言い出した人物について、慶応義塾大学の学生など複数の説を紹介する。
上記のように、大正時代に、すでにこの言葉の出所は不明になっていた。後年、慶應義塾大学出身の日本文学者・池田弥三郎は、当時を追懐して以下のように語っている。
1926年の建部遯吾『社交生活と社会整理』（新日本社）では以下のように述べる。
語源については、「銀座の地回り」という指摘もあった。松山省三（カフェー・プランタン経営者）によれば、元々は「銀座の遊民、地廻りという意味に使われたもので、「ああ、あいつか。あれは銀ブラだ」という風に使われて」いたという。松山の言う通りだとすれば、銀座をぶらぶらする人を指す隠語であったのが、ぶらぶらする行為を指す語に転じたことになる。

## 定着
その後、「銀ぶら」の風俗は定着し、羽衣歌子・三島一声「銀ブラ行進」（1930年）、二村定一「銀ブラソング」（1932年）など、流行歌にも歌われた。戦後の歌謡曲でも、「赤い靴のあのお嬢さん／今日も　また銀ぶらか」（暁テル子「東京シューシャインボーイ」1951年）のように歌われた。
昭和初期には、これを真似て、大阪・心斎橋を歩く「心ぶら」、道頓堀を歩く「道ぶら」、京都の京極を歩く「京ぶら」、神戸の元町を歩く「元ぶら」、東京の新宿を歩く「新ぶら」、さらに、横浜の伊勢佐木町を歩く「佐木ぶら」などの言葉も作られた。
風俗の定着と共に、公的機関も「銀ぶら」を用いるようになった。昭和19年（1944年）3月15日に情報局が発行した『写真週報』313号の記事では、戦時中の生活様式を戒める説明で以下のように用いる。
文学作品の中にも登場する。獅子文六『悦ちゃん』（1937年）では、銀座を散歩する場面で次のように用いる。
戦後文学でも、「銀ぶら」は依然として多く用いられた。遠藤周作『ヘチマくん』（1960年）では、次のように銀座の散歩の意に用いている。

## 誤説
1990年代頃から、「銀ぶら」は「銀座の老舗コーヒー店カフェーパウリスタでブラジルコーヒーを飲むこと」から発祥したという説がたびたび新聞やテレビで取り上げられたが、提唱者らの願望や宣伝目的のデタラメであるとして、専門家により明確に否定されている。
同店を経営する日東珈琲株式会社の元取締役社長長谷川泰三（1995年就任、2006年退任）による『カフエーパウリスタ物語』（2008年11月発行）では以下のように記す。
同書では、この後、いくつかの資料を挙げているが、そのいずれにも「銀ぶら」が「銀座でブラジルコーヒーを飲むこと」という記述は見られない。『三省堂国語辞典 第七版』（2014年1月10日発行）の「銀ぶら」の項目では、以下のように、この語源説を「あやまり」と記している。
同辞典の編集委員である飯間浩明も、『厳しいことばを使えば「ガセ」と形容すべき説』と指摘している。なお、飯間はPR目的の作り話には一定の理解を示しており、非難はNHKなどマスコミに対してのみ行っている。
日本のコーヒー文化を研究する星田宏司と岡本秀徳は、『「銀ブラ」の語源を正す―カフエーパウリスタと「銀ブラ」』（2014年3月1日発行）の中で、『カフエーパウリスタ物語』に挙げられた根拠を検証している。その上で、「銀座でブラジルコーヒー」説は「トリックを駆使して創られた平成年製の「『銀ブラ』の語源」」（147ページ）、「語源といえる実態を備えていない、平成の造語」（148ページ）と論じ、これを鵜吞みにする「不勉強なマスコミとマスコミ人」（3ページ）を批判している。
上記のように専門家による研究結果が示された後も、同店は自説を曲げておらず、ブラジルコーヒーを注文した客に対して、「あなたは本日、銀ブラを楽しんだ事を証明します」という「銀ブラ証明書」を発行し続けている（2019年現在）。また、同店をモデルとした店が登場するNHK連続テレビ小説『花子とアン』（2014年7月7日放送分）やTBSテレビのクイズ番組『日立 世界・ふしぎ発見!』（2018年11月10日放送分）で「ブラジルコーヒー」説を取り上げた。